# 科尔东
科尔东（法語：Cordon，法語發音：[kɔʁdɔ̃] ⓘ）是法国上萨瓦省的一个市镇，位于该省东部，属于博讷维尔区。

## 地理
科尔东（45°55'5"N, 6°36'28"E）面积22.35 平方千米，位于法国奥弗涅-罗讷-阿尔卑斯大区上萨瓦省，该省份为法国东部省份，历史上为薩伏依的一部分，北与瑞士接壤，西接安省，南至萨瓦省，东与瑞士和意大利接壤。
与科尔东接壤的市镇（或旧市镇、城区）包括：拉日耶塔、拉克吕萨、萨朗什。

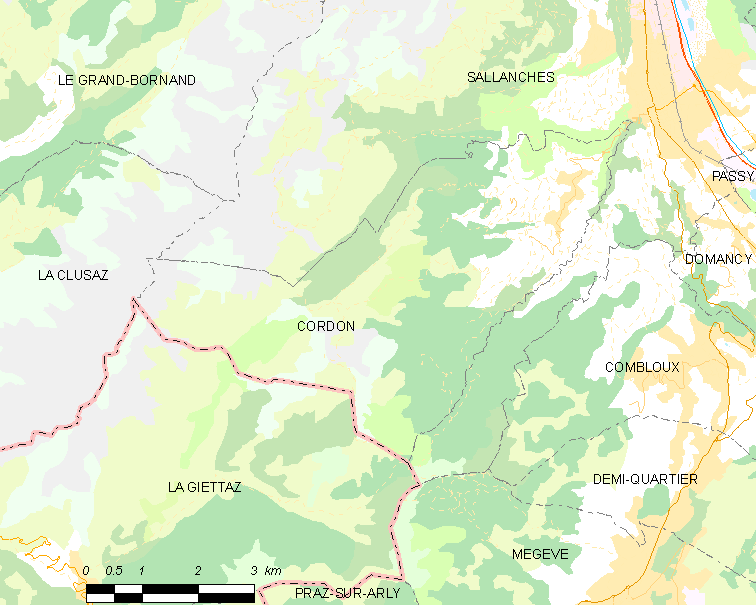
科尔东的OSM定位图

科尔东的时区为UTC+01:00、UTC+02:00（夏令时）。

## 行政
科尔东的邮政编码为74700，INSEE市镇编码为74089。

## 政治
科尔东所属的省级选区为萨朗什县。

## 人口

1962-2008年间科尔东人口变化图示

科尔东于2022年1月1日时的人口数量为984人。